# Phyllomys dasythrix
Phyllomys dasythrix là một loài động vật có vú trong họ Echimyidae, bộ Gặm nhấm. Loài này được Hensel mô tả năm 1872.